# Medal za Kampanię Zimową na Wschodzie 1941/1942
Medal za Kampanię Zimową na Wschodzie 1941/1942 (niem. Medaille „Winterschlacht im Osten 1941/42”) – niemieckie odznaczenie wojskowe, nadawane żołnierzom Wehrmachtu i ich sprzymierzeńcom, którzy zasłużyli się w walkach na froncie wschodnim w czasie mroźnej, rosyjskiej zimy na przełomie lat 1941/1942.

## Ustanowienie odznaczenia
Medal Winterschlacht im Osten 1941/42, znany również jako Ostmedaille, został ustanowiony zarządzeniem Adolfa Hitlera z 26 maja 1942. W tym samym dniu ukazało się rozporządzenie OKW, zawierające ustalenia wykonawcze, które szczegółowo regulowały kwestie związane z nadawaniem tego odznaczenia. Zgodnie z intencją Führera, medal miał wyrażać uznanie dla heroicznych czynów ludzi, którzy sprawdzili się w walce z bolszewickim wrogiem na froncie wschodnim, podczas ciężkiej zimy 1941/1942.

## Warunki przyznawania odznaczenia
Ostmedaille mógł być nadawany:
1. Żołnierzom Wehrmachtu i armii sprzymierzonych z Niemcami,
2. Zagranicznym ochotnikom w służbie Wehrmachtu – jeśli do odznaczenia zarekomendował taką osobę co najmniej generał dowodzący dywizją,
3. Cywilom pracującym dla armii, personelowi administracyjnemu, w tym również kobietom w służbie Wehrmachtu,
4. Obcokrajowcom pracującym na rzecz Niemiec w fabrykach,
5. Poległym, zaginionym oraz tym, którzy nie z własnej winy trafili do niewoli.

Nie wszystkie wyżej wymienione grupy mogły otrzymywać Medal za Kampanię Zimową na Wschodzie 1941/1942 od samego początku jego istnienia – Hitler rozszerzył krąg uprawnionych do tego odznaczenia postanowieniem z 29 września 1942.
Żeby zostać uhonorowanym Ostmedaille niezbędne było spełnienie jednego z poniższych warunków:
- minimum dwutygodniowe zaangażowanie w walkach,
- nieprzerwane przebywanie na terenie operacyjnym przez okres co najmniej 60 dni,
- odniesienie ran lub odmrożenie, potwierdzone otrzymaniem Odznaki za Rany,
- wylatanie przynajmniej 30 dni nad terytorium wroga (kryterium dla żołnierzy Luftwaffe).

Medaille „Winterschlacht im Osten 1941/42” mogli otrzymać ci, którzy walczyli oraz ci, którzy wspomagali walczących, w okresie od 15 listopada 1941 do 15 kwietnia 1942 na wschód od terytorium objętego władzą głównodowodzącego Wehrmachtem na Ukrainie i na wschód od Komisariatu Rzeszy Wschód lub na obszarze operacyjnym „Finlandia” – na wschód od fińsko-radzieckiej granicy z roku 1940.

## NadawanieOstmedaille
Nadanie Medalu za Kampanię Zimową na Wschodzie 1941/1942 następowało:
- w przypadku żołnierzy Wehrmachtu – przez przełożonego, który musiał być co najmniej dowódcą pułku[2],
- w przypadku pensjonariuszy lazaretów – przez najbliższego wojskowego przełożonego lazaretu,
- w przypadku osób nienależących do Wehrmachtu – poprzez odpowiednie urzędy.

W początkowym okresie przyznawania medalu pojawiały się liczne niejasności co do kryteriów jego nadawania. Odznaczenie nie zawsze wręczano zgodnie z przepisami. W kwestii tej niejednokrotnie musiało interweniować OKW. Niekiedy dochodziło do unieważnienia przyznania Ostmedaille.
Wątpliwości odnośnie do nadawania medalu ustały, po wydaniu rozstrzygnięcia, doprecyzowującego kryterium 60 dni pobytu na terenie operacyjnym. Zgodnie z treścią tego rozstrzygnięcia, Medalem Winterschlacht im Osten 1941/42, mogła być odznaczona wyłącznie osoba, która przebywała na terenie operacyjnym przez minimum 60 dni w sposób ciągły, nieprzerwany. Jeśli przebywanie na tym obszarze zostało przerwane przez urlop lub podróż służbową, wówczas kryterium dla otrzymania Ostmedaille nie zostało spełnione, nawet jeśli suma dni spędzonych na terenie operacyjnym przed urlopem lub delegacją oraz po takiej przerwie wyraźnie przekraczała 60.
W myśl rozkazu Führera z 20 stycznia 1943 należało każdorazowo dokładnie skontrolować, czy osoba wytypowana do uhonorowania medalem Winterschlacht im Osten 1941/1942 faktycznie spełnia ścisłe warunki dla otrzymania tej nagrody.
Żołnierz uhonorowany Medalem za Kampanię Zimową na Wschodzie 1941/1942 otrzymywał również dokument potwierdzający nadanie tego odznaczenia. Przyznanie medalu odnotowywano także w Soldbuchu i Wehrpassie odznaczonego. W sytuacji pośmiertnego przyznania Ostmedaille, zarówno medal, jak i akt jego nadania wręczano najbliższym krewnym zmarłego. Jeśli natomiast żołnierz za życia uhonorowany medalem zginął w późniejszych walkach, jego rodzina nie musiała zwracać odznaczenia, mogła je zachować na pamiątkę.
Zgodnie z decyzją Naczelnego Dowództwa Wehrmachtu z 4 września 1944 nadawanie medali Winterschlacht im Osten 1941/42 zakończyło się 15 października 1944.

## Wygląd odznaki i reguły jej noszenia
Początkowo Adolf Hitler ogłosił konkurs na wykonanie projektu Medalu za Kampanię Zimową na Wschodzie 1941/1942. Jednakże żaden z 96 projektów, zgłoszonych przez wybitnych profesorów, nie odpowiadał wyobrażeniom Führera. Ostatecznie medal zaprojektował SS-Unterscharführer Ernst Krause, członek komórki odpowiedzialnej w Waffen-SS za propagandę i korespondent wojenny przy 1 Dywizji SS Leibstandarte Adolf Hitler. W 1942 dwudziestodwuletni Krause zaprezentował swoje prace na wielkiej niemieckiej wystawie sztuki. Wtedy to właśnie młody artysta zwrócił na siebie uwagę Hitlera obrazem, przedstawiającym grupę członków dywizji LSSAH odznaczonych Krzyżami Rycerskimi.
Medal Winterschlacht im Osten 1941/42 jest okrągły. Jego średnica (a zarazem szerokość medalu) wynosi 36 mm. Awers medalu jest lekko wklęsły, zaś rewers wypukły. Na obwodzie medalu uwydatniona została szeroka na 1,5 mm i wysoka na 1 mm krawędź. Po obu stronach odznaczenia widoczny jest wieńczący medal od góry wizerunek stalowego hełmu Wehrmachtu i ręcznego granatu trzonkowego. Na górnej części hełmu umieszczono oczko do zaczepienia pierścienia wstążki medalu. Wysokość medalu (mierzona łącznie z oczkiem na pierścień wstążki) to 44 mm. Na awersie odznaki uwidoczniony jest niemiecki orzeł Wehrmachtu z rozłożonymi skrzydłami, który w szponach trzyma swastykę. Za swastyką znajduje się gałązka laurowa. Na rewersie wyryto dużymi literami napis WINTERSCHLACHT IM OSTEN 1941/1942. Pod inskrypcją widnieje również gałązka laurowa, tym razem skrzyżowana z mieczem.
Szeroka wstążka Ostmedaille ma kolor czerwony, a pośrodku, wzdłuż jej osi, przebiegają 3 cienkie paski w następujących kolorach: biały, czarny, biały; przy czym paski białe są nieco węższe od paska czarnego. Kolory na wstążce medalu mają następujące znaczenie:
- czerwień symbolizuje rozlew krwi,
- biel symbolizuje śnieg,
- czerń symbolizuje żałobę i pamięć o tych, którzy polegli w czasie kampanii.

Medal za Kampanię Zimową na Wschodzie 1941/1942 ma kolor ciemnoszary, jednakże jego wypukła krawędź boczna i stalowy hełm w górnej części odznaki są jasnosrebrne. Istnieją również rzadziej spotykane egzemplarze Ostmedaille z hełmem Wehrmachtu w kolorze białym. Medale wytwarzano z cynku lub innego metalu kolorowego. Odznaczenie wręczano nagrodzonemu w papierowej kopercie koloru niebieskiego, czerwonego lub płowego. Na przedniej stronie koperty wydrukowana była nazwa odznaczenia, zaś na odwrocie często umieszczano nazwę producenta medalu. Na samym medalu zwykle nie było oznaczenia producenta. Jeśli jednak odznaka miała takie oznaczenie, to znajdowało się ono na pierścieniu na wstążkę medalu.
Przy oficjalnych okazjach medal mógł być noszony zawieszony na wstążce lub jako jeden z wielu – w grupie innych odznaczeń. Na co dzień osoba odznaczona Ostmedaille mogła nosić wstążkę medalu przeciągniętą przez drugą dziurkę na guzik kurtki munduru albo prezentować wstążkę odznaczenia na klamrze orderowej, nad kieszenią po lewej stronie klatki piersiowej.